# Nadlice
Nadlice (em húngaro: Nádlány) é um município da Eslováquia, situado no distrito de Partizánske, na região de Trenčín. Tem 5,53 km² de área e sua população em 2018 foi estimada em 614 habitantes.

## Demografia
| Ano:        | 1994 | 2004   | 2014 | 2024   |
| ----------- | ---- | ------ | ---- | ------ |
| Broj ljudi: | 619  | 639    | 639  | 584    |
| Razlika:    |      | +3,23% | +0%  | -8,60% |

| Ano:               | 2023 | 2024   |
| ------------------ | ---- | ------ |
| Número de pessoas: | 593  | 584    |
| Diferença:         |      | -1,51% |